# Neostatherotis nipponica
Neostatherotis nipponica är en fjärilsart som beskrevs av Toshio Oku 1974. Neostatherotis nipponica ingår i släktet Neostatherotis och familjen vecklare. Inga underarter finns listade i Catalogue of Life.